# Lissodendoryx laxa
Lissodendoryx laxa är en svampdjursart som beskrevs av de Laubenfels 1935. Lissodendoryx laxa ingår i släktet Lissodendoryx och familjen Coelosphaeridae.
Artens utbredningsområde är Kalifornien. Inga underarter finns listade i Catalogue of Life.